# Бохос Бохосян
Бохос Хачадуров Бохосян е български офицер, полковник от арменски произход.

## Биография
Бохос Бохосян е роден на 3 август 1869 година в град Пловдив. Негов дядо е търговецът Артин Гидиков, а прадядо му е Степан Хиндлиян. Съосновател е на първото арменско читалище в България – „Красирац“ в Пловдив. Учи в Одринския френски колеж, а след това във Военното на Негово Княжеско Височество Училище в София. Завършва 14-и випуск през 1892 година с чин подпоручик. По това време се запознава с Борис Дрангов. През 1896 година е произведен в чин поручик, а от 1902 година е капитан. Участва в подготовката на Илинденско-Преображенското въстание (1903). Участник е в Балканската (1912 – 1913) и Междусъюзническата война (1913), като на 18 май 1913 година е произведен в чин майор. Служи в 16-и пехотен ловчански полк и 3-ти пехотен резврвен полк.
По време на Първата световна война (1915 – 1918) майор Бохосян служи като командир на дружина от 27-и пехотен чепински полк, който е от състава на 2-ра пехотна тракийска дивизия. За тази служба „за бойни отличия през войната“ през 1917 година е награден с Военен орден „За храброст“ IV степен, 1-ви клас. В началото на 1916 година е награден от фелдмаршал Август фон Макензен с германския орден „Железен кръст“. По-късно е произведен в чин подполковник. Служи в 1-ва дружина на 9-и пехотен плевенски полк.
Бохосян е ранен от шрапнел при завоя на река Черна. Умира на 21 ноември 1916 година в 1-ва полска болница от 2-ра пехотна тракийска дивизия разположена в град Прилеп. Погребан е в германските гробища в Прилеп. Произведен е в чин полковник. Според други източници е погребан в двора на българската църква в Прилеп.

## Семейство
Полковник Бохос Бохосян е женен и има 3 деца.

## Военни звания
- Подпоручик (6 септември 1892)
- Поручик (1896)
- Капитан (2 май 1902)
- Майор (18 май 1914)
- Подполковник
- Полковник

## Награди
- Военен орден „За храброст“ IV степен, 1-ви клас (1917)